# José Moscardó Ituarte
José Moscardó Ituarte (Madrid, 26 ottobre 1878 – Madrid, 12 aprile 1956) è stato un generale e dirigente sportivo spagnolo.
1º Conte dell'Alcázar di Toledo, Grande di Spagna,  governatore militare della Provincia di Toledo durante la Guerra civile spagnola. Era schierato con i nazionalisti contro i repubblicani e l'azione che lo ha reso maggiormente noto è stata la famosa difesa dell'Alcázar di Toledo.

## Biografia
Quando era ancora un colonnello e governatore militare della provincia, Moscardó fu descritto dal maggiore inglese Geoffrey McNeill-Moss come "un uomo alto, riservato, dalle maniere gentili, un poco goffo, piuttosto puntiglioso: abbastanza felice con poche persone che conosceva bene, ma timido in compagnia. Aveva un grande senso del dovere. Era religioso. In una nazione dove il tratto fondamentale era l'imprecisione, lui era rigoroso."
All'inizio del conflitto civile prese il comando della cittadella di Toledo, con una guarnigione di 1028 uomini, inclusi 600 della Guardia Civile, 150 ufficiali dell'esercito, 35 falangisti, 10 carlisti, 25 membri dell'Associazione Monarchica e 40 contadini. Inoltre vi erano altre 670 persone non combattenti: 100 uomini troppo vecchi per guerreggiare, 520 donne e 50 bambini.
L'assedio dell'Alcázar cominciò e Moscardó resistette per il generale Francisco Franco per settanta giorni dal 22 luglio al 27 settembre 1936. Giorno dopo giorno il colonnello mandò il suo comunicato radio: Sin novedad en el Alcázar ("Niente di nuovo dall'Alcázar,"). La sua difesa incoraggiò i sostenitori di Franco e fece peggiorare il morale dei repubblicani, che impiegarono vanamente vaste forze nell'assalto.
Il 23 luglio le forze repubblicane catturarono il figlio sedicenne di Moscardó, Luis. Chiamarono telefonicamente l'Alcazar e rispose Moscardó in persona. L'ufficiale politico repubblicano lo informò che, se non avesse dichiarato la resa, suo figlio sarebbe stato fucilato. Moscardó chiese di parlare con il proprio figlio. Quindi disse a Luis, "Raccomanda la tua anima a Dio e muori come un patriota, gridando 'Viva Cristo Re' e 'Viva la Spagna'." "Lo posso fare" rispose il figlio.
Durante l'assedio un bendato maggiore Rojo si avvicinò alla malridotta cittadella con una bandiera bianca il 9 settembre. La sua missione era offrire ai combattenti la sopravvivenza se si fossero arresi. La sua proposta fu respinta, ma lasciando chiese a Moscardó se potesse comunicare qualche richiesta all'esterno. Moscardo chiese l'invio di un prete a battezzare i bambini nati durante l'assedio. I Repubblicani acconsentirono e mandarono il canonico Vasquez Camarassa. Dei preti di Toledo, solo sette erano sopravvissuti al massacro, così il canonico era considerato fortunato per essere sopravvissuto, si diceva per le sue simpatie di sinistra. Esortò i civili, le donne e i bambini in particolare, di abbandonare la cittadella sotto una bandiera bianca, ottenendo un ulteriore rifiuto.
Moscardó fu promosso a generale dell'esercito e messo al comando della divisione di Soria con la quale prese parte alle battaglie di Malaga e di Gaudalajara. Nel 1938 gli venne assegnata la direzione dei corpi di armata dell'Aragona, ma non prese parte ad eventi particolarmente eroici.
Nel 1941 fu posto al comando della milizie della Falange spagnola con il grado di Capitano generale.

### Dirigente sportivo
Era un grande appassionato di sport, tanto che fra il 1941 e il 1956 fu presidente del comitato olimpico spagnolo. Allenò la nazionale spagnola di calcio alle Olimpiadi di Londra 1948 e di Helsinki 1952. Fu durante tale presidenza che fu ripristinato, nel 1947, dopo otto anni di bando da parte del regime dei colori associabili ai repubblicani, il rosso delle maglie della nazionale di calcio spagnola, "Las Furias Rojas".